# Construction des nombres réels
En mathématiques, il existe différentes constructions des nombres réels, dont les deux plus connues sont :
- les coupures de Dedekind, qui définissent, via la théorie des ensembles, un réel comme l'ensemble des rationnels qui lui sont strictement inférieurs ;
- les suites de Cauchy, qui définissent, via l'analyse, un réel comme une suite de rationnels convergeant vers lui.

## Historique
C'est à partir des années 1860 que la nécessité de présenter une construction des nombres réels se fait de plus en plus pressante, dans le but d'asseoir l'analyse sur des fondements rigoureux. Jusqu'à cette date, l'existence des réels et leurs propriétés sont admises, par exemple par Cauchy dans son cours de 1821. En 1817, Bolzano établit qu'une partie non vide majorée de réels admet une borne supérieure, dans un mémoire resté malheureusement peu répandu et qui a eu peu d'influence jusqu'aux travaux de Weierstrass vers 1865. Les premières constructions, basées sur les suites de Cauchy, sont dues à Méray en 1869, et à Cantor dont les idées furent exposées en 1872 par Heine. Dedekind publie sa construction des réels au moyen des coupures en 1872. En 1878, Dini publie un traité donnant les principales démonstrations sur les nombres réels.

## Construction intuitive à partir des nombres décimaux
Un nombre réel est une quantité qui a pour représentation décimale {\displaystyle x=n+0{,}d_{1}d_{2}d_{3}\dotso }, où {\displaystyle n} est un entier, chaque {\displaystyle d_{i}} est un chiffre entre 0 et 9, et la suite ne se termine pas par une infinité de 9. La définition de {\displaystyle x} est alors le nombre qui satisfait cette double inéquation pour tout k :
{\displaystyle n+{\dfrac {d_{1}}{10}}+{\dfrac {d_{2}}{100}}+\dotsb +{\dfrac {d_{k}}{10^{k}}}\leq x<n+{\dfrac {d_{1}}{10}}+{\dfrac {d_{2}}{100}}+\dotsb +{\dfrac {d_{k}}{10^{k}}}+{\dfrac {1}{10^{k}}}}.
Cette construction, outre son manque de rigueur sous cette forme, présente divers inconvénients, dont le plus important est la difficulté de donner des algorithmes simples pour la multiplication, et même pour l'addition dans des cas tels que {\displaystyle 0{,}333\dotso +0{,}666\dotso }. Terence Tao fait remarquer qu'elle peut être rendue plus naturelle en l'interprétant (comme pour la construction des nombres p-adiques) comme la limite projective des ensembles des décimaux à n chiffres après la virgule, munis de règles de calcul arrondi convenables.

## Construction par les coupures de Dedekind

### Définition en tant qu'ensemble
C'est la construction imaginée par Richard Dedekind qui remarque que tout rationnel {\displaystyle r} coupe {\displaystyle \mathbb {Q} } en deux ensembles : l'ensemble {\displaystyle A_{r}} des rationnels {\displaystyle a} tels que {\displaystyle a<r} et l'ensemble {\displaystyle B_{r}} des rationnels {\displaystyle b} tels que {\displaystyle b\geq r}. Il appelle alors {\displaystyle (A_{r},B_{r})} une coupure de {\displaystyle \mathbb {Q} }. Il remarque ensuite que {\displaystyle {\sqrt {2}}} peut aussi partager {\displaystyle \mathbb {Q} } en deux ensembles : l'ensemble {\displaystyle A} des rationnels {\displaystyle a} tels que {\displaystyle a<{\sqrt {2}}} et l'ensemble {\displaystyle B} des rationnels {\displaystyle b} tels que {\displaystyle b>{\sqrt {2}}}. L'idée lui vient donc de définir l'ensemble des réels comme l'ensemble des coupures de {\displaystyle \mathbb {Q} }. Reste maintenant à définir une coupure sans se servir de la notion intuitive de nombre réel. Dedekind propose la définition suivante :
Une coupure de Dedekind dans le corps {\displaystyle \mathbb {Q} } des rationnels est un couple de 2 sous-ensembles non vides A et B tels que
- {\displaystyle A\cap B=\emptyset } ;
- {\displaystyle A\cup B=\mathbb {Q} } ;
- {\displaystyle \forall a\in A,\forall b\in B,a<b}.

On voit ainsi que tout nombre rationnel r définit deux coupures :
- (A, B) telle que A est l'ensemble des rationnels strictement inférieurs à r et B l'ensemble des rationnels supérieurs ou égaux à r ;
- (A', B') telle que A' est l'ensemble des rationnels inférieurs ou égaux à r et B' l'ensemble des rationnels strictement supérieurs à r.

Pour lever cette ambiguïté, on utilise alors la définition suivante d'une coupure :
Une coupure de {\displaystyle \mathbb {Q} } est une partie A de {\displaystyle \mathbb {Q} } telle que
- A est non vide et différente de {\displaystyle \mathbb {Q} } ;
- pour tout {\displaystyle a} de A, pour tout {\displaystyle a'\in \mathbb {Q} }, si {\displaystyle a'<a} alors {\displaystyle a'} appartient à A ;
- A ne possède pas de plus grand élément.

On définit alors {\displaystyle \mathbb {R} } comme l'ensemble de ces coupures (pour une généralisation, voir plus bas la section « À l'aide des nombres surréels »). On peut remarquer que cette seconde définition permet d'assurer une correspondance univoque entre chaque rationnel r et la coupure {\displaystyle A_{r}} définie comme l'ensemble de tous les rationnels a tels que {\displaystyle a<r}. On remarque alors que {\displaystyle \mathbb {R} } se divise en deux ensembles, l'un comprenant les coupures dont le complémentaire admet un plus petit élément, coupure de la forme {\displaystyle A_{r}}, et l'autre comprenant les coupures dont le complémentaire ne possède pas de plus petit élément.
Par exemple l'irrationnel {\displaystyle {\sqrt {2}}} est représenté par la coupure {\displaystyle \{a\in \mathbb {Q} \mid a<0{\mbox{ ou }}a^{2}<2\}}.
On plonge naturellement {\displaystyle \mathbb {Q} } dans {\displaystyle \mathbb {R} } par l'application injective qui à tout rationnel r associe la coupure {\displaystyle A_{r}}.

### Ordre et opérations
Relation d'ordre : L'ensemble des coupures, muni de la relation d'inclusion est alors un ensemble totalement ordonné.
Addition : On définit une addition sur {\displaystyle \mathbb {R} } par :
{\displaystyle c\in A+B\Leftrightarrow \exists a\in A\quad \exists b\in B\quad c=a+b}.
Cette addition confère à {\displaystyle \mathbb {R} } une structure de groupe commutatif. La seule difficulté consiste en la définition de l'opposé de A : {\displaystyle A_{-r}} (si {\displaystyle A=A_{r}}) ou {\displaystyle -{\overline {A}}} (si {\displaystyle A\neq A_{r}}).
Multiplication : La multiplication est définie d'abord sur les réels positifs par : 
{\displaystyle c\in A\times B\Leftrightarrow \exists a\in A\cap \mathbb {Q} ^{+}\quad \exists b\in B\cap \mathbb {Q} ^{+}\quad c\leq ab}.
La règle des signes permet ensuite de définir la multiplication sur tout {\displaystyle \mathbb {R} }.

### Propriétés
L'ensemble {\displaystyle \mathbb {R} } des coupures, muni de cet ordre et de ces deux lois est alors un corps totalement ordonné, vérifiant de plus la propriété de la borne supérieure (tout ensemble non vide majoré possède une borne supérieure).

## Construction via les suites de Cauchy
Cette construction est plus difficile à aborder mais la construction des opérations y est plus naturelle. Cette méthode est analogue, formellement, à la méthode de construction qui permet, à partir d'un espace métrique E, d'obtenir un espace métrique complet E'  tel que E soit dense dans E' .

### Comment et pourquoi parler de suites de Cauchy
Il ne saurait être question, sous peine d'argument circulaire, de définir a priori, sur un corps totalement ordonné K, une distance à valeurs dans ℝ, puisqu'on n'a pas encore défini ce dernier. Les deux notions de suite de Cauchy et de suite convergente sont donc à prendre (ici, mais surtout dans le paragraphe « Équivalence des deux constructions ») non pas au sens usuel de suite de Cauchy et de suite convergente dans un espace métrique, mais au sens suivant :
une suite (an) dans K
- est de Cauchy si

- converge vers un élément a (ce qui se note : {\displaystyle \lim _{n\to \infty }a_{n}=a}) si

où pour tout x ∈ K, l'élément |x| ∈ K désigne le plus grand des deux éléments x et –x.
Ces deux définitions de suites de Cauchy et de suites convergentes — qui sur ℝ correspondront a posteriori aux définitions usuelles — sont celles liées respectivement à la structure uniforme sur le groupe ordonné (K, +, ≤) et à la topologie de l'ordre qu'elle induit. La complétude d'un espace uniforme implique la convergence de ses suites de Cauchy. La réciproque, fausse en général, est vraie si le corps K est archimédien (et ℝ le sera). Ceci fournira un critère simple pour montrer que ℝ est complet (en tant qu'espace uniforme) avant même de l'avoir muni de sa structure usuelle d'espace métrique. On utilisera de plus constamment que si K est archimédien alors les ε qui interviennent dans ces définitions peuvent toujours être pris dans ℚ+*.

### Définition en tant qu'ensemble
L'idée de Cantor (et quelques années avant lui de Méray) réside dans le fait que l'on peut atteindre tout nombre réel par une suite de Cauchy de {\displaystyle \mathbb {Q} }. L'élément limite auquel il va falloir donner un sens sera alors défini comme un nombre réel. L'ensemble des suites de Cauchy de {\displaystyle \mathbb {Q} }, que nous noterons {\displaystyle {\mathcal {C}}}, apparaît cependant bien trop vaste. En effet, par exemple pour un rationnel donné, il existe une infinité de suites de Cauchy convergeant vers cette limite. Il est nécessaire de quotienter cet ensemble {\displaystyle {\mathcal {C}}} par une relation d'équivalence {\displaystyle {\mathcal {R}}} entre les suites : deux suites de Cauchy de rationnels seront dites équivalentes si leur différence converge vers 0 (la convergence d'une suite dans {\displaystyle \mathbb {Q} } ayant le sens défini ci-dessus, de même que la propriété d'être de Cauchy) :
Cette relation {\displaystyle {\mathcal {R}}} est bien une relation d'équivalence, puisqu'elle est :
- réflexive car la suite nulle converge bien vers 0 ;
- symétrique car si une suite converge vers 0, alors la suite opposée converge aussi vers 0 ;
- transitive en raison de l'inégalité triangulaire sur la valeur absolue dans {\displaystyle \mathbb {Q} }. Si {\displaystyle (u_{n})}, {\displaystyle (v_{n})} et {\displaystyle (w_{n})} sont trois suites de rationnels, nous avons en effet :

On définit alors {\displaystyle \mathbb {R} } comme l'ensemble des classes d'équivalence de suites de Cauchy de rationnels (pour cette relation d'équivalence {\displaystyle {\mathcal {R}}} sur {\displaystyle {\mathcal {C}}}).

### Opérations
L'ensemble des suites dans {\displaystyle \mathbb {Q} } est naturellement muni d'une structure d'anneau commutatif avec l'addition et la multiplication héritées de la structure de corps de {\displaystyle \mathbb {Q} }. Si {\displaystyle (u_{n})} et {\displaystyle (v_{n})} sont deux suites, alors ces opérations sont définies par :
Ces opérations conservent le critère de Cauchy, c'est-à-dire que la somme et le produit de deux suites de Cauchy sont encore des suites de Cauchy. Dans l'anneau des suites à valeurs rationnelles, le sous-ensemble {\displaystyle {\mathcal {C}}} est donc un sous-anneau.
Dans cet anneau {\displaystyle {\mathcal {C}}}, le sous-ensemble des suites qui convergent vers 0 est un idéal (c'est-à-dire que la somme de deux suites qui convergent vers 0, et le produit d'une suite qui converge vers 0 par une suite de Cauchy, convergent vers 0). La relation d'équivalence {\displaystyle {\mathcal {R}}} apparaît dès lors comme celle associée à cet idéal, ce qui permet de munir {\displaystyle \mathbb {R} } d'une structure d'anneau quotient (encore commutatif et unitaire).
On plonge {\displaystyle \mathbb {Q} } dans {\displaystyle \mathbb {R} } via les suites stationnaires. On notera {\displaystyle (a)} la classe contenant la suite constante égale à {\displaystyle a\in \mathbb {Q} }.

L'anneau quotient {\displaystyle \mathbb {R} ={\mathcal {C}}/{\mathcal {R}}} est un corps.

### Ordre
On définit {\displaystyle \mathbb {R} _{+}} comme le sous-ensemble des classes contenant au moins une suite de Cauchy à valeurs dans {\displaystyle \mathbb {Q} _{+}} (l'ensemble des rationnels positifs ou nuls), puis on définit une relation d'ordre total sur {\displaystyle \mathbb {R} } en posant
{\displaystyle x\leq y\Leftrightarrow y-x\in \mathbb {R} _{+}.}
Le fait que cette relation soit réflexive et transitive est immédiat. Qu'elle soit également antisymétrique (donc définisse bien un ordre) résulte du fait que {\displaystyle \mathbb {R} _{+}\cap -\mathbb {R} _{+}=\{(0)\}}. Que cet ordre soit total vient de {\displaystyle \mathbb {R} _{+}\cup -\mathbb {R} _{+}=\mathbb {R} }.
On a ainsi muni le corps {\displaystyle \mathbb {R} } d'une structure de corps totalement ordonné. En effet, cet ordre est compatible avec l'addition (par construction) mais aussi avec la multiplication (car {\displaystyle \mathbb {R} _{+}} est clairement stable par produits). On remarque que cette relation d'ordre coïncide, sur {\displaystyle \mathbb {Q} } (plongé dans {\displaystyle \mathbb {R} } comme déjà mentionné), avec la relation d'ordre usuelle.
On démontre de plus que {\displaystyle \mathbb {R} } est archimédien. On peut donc conclure :

{\displaystyle (\mathbb {R} ,\leq )} est un corps totalement ordonné archimédien.

### Complétude
Sur {\displaystyle \mathbb {R} }, l'ordre qu'on vient de définir donne un sens aux notions de suite de Cauchy et de suite convergente. On va montrer que tout réel est limite d'une suite de rationnels. Plus précisément : si une suite de Cauchy de rationnels {\displaystyle (a_{n})} représente un réel {\displaystyle a} alors la suite de réels {\displaystyle ((a_{n}))} converge dans {\displaystyle \mathbb {R} } vers {\displaystyle a}. Ainsi, toutes les suites de Cauchy de rationnels convergent dans {\displaystyle \mathbb {R} }. On va montrer que c'est aussi le cas pour toute suite de Cauchy de réels :

{\displaystyle \mathbb {Q} } est dense dans {\displaystyle \mathbb {R} } et {\displaystyle \mathbb {R} } est complet.

## Équivalence des deux constructions
La construction par les coupures de Dedekind fournit un corps totalement ordonné qui vérifie la propriété de la borne supérieure : tout sous-ensemble non vide majoré possède une borne supérieure. Celle par les suites de Cauchy fournit un corps totalement ordonné archimédien complet. Ces deux propriétés sont en fait équivalentes. De plus, tout corps qui les vérifie est isomorphe au corps ℝ construit par la méthode des suites de Cauchy. On peut donc énoncer le théorème suivant en parlant « du » corps ℝ sans préciser « duquel » il s'agit. Une conséquence de ce théorème est que les caractérisations 1), 2), 3) impliquent toutes que le corps est commutatif et que le sous-corps {\displaystyle \mathbb {Q} } est dense (puisque c'est le cas pour le corps ℝ construit par les suites de Cauchy).

Soit K un corps totalement ordonné. Les propriétés suivantes sont équivalentes :
1. K vérifie la propriété de la borne supérieure ;
2. K vérifie le théorème de la limite monotone pour les suites ;
3. K est archimédien et complet ;
4. K est archimédien et vérifie le théorème des suites adjacentes ;
5. K est isomorphe à ℝ.

Remarque. Ces équivalences montrent en particulier que tout corps L totalement ordonné et archimédien est isomorphe à un sous-corps du corps ordonné R. En effet, le complété de L (construit par le même procédé des suites de Cauchy que le complété R de Q) sera (par les mêmes arguments) un corps K contenant L, et archimédien complet donc isomorphe à R.

## Autres constructions
D'autres constructions rigoureuses ont été proposées, mais elles ne présentent généralement qu'un intérêt de curiosité, car se prêtant moins à des généralisations, ou demandant en fait des connaissances préalables approfondies pour pouvoir être justifiées.

### À l'aide desnombres hyperréels
Contrairement à ce que leur nom pourrait laisser croire, il n'y a pas là de cercle vicieux : il est en effet possible de définir directement les hyperrationnels *Q (par ultraproduit, c'est-à-dire en quotientant QN par un ultrafiltre non trivial sur N) ; l'anneau B des éléments « finis » de *Q (l'ensemble des éléments majorés par un entier standard) a pour idéal maximal I l'ensemble des infinitésimaux (les {\displaystyle r\in } *Q tels que pour tout  rationnel  {\displaystyle s} non nul, {\displaystyle |r|<|s|}), et le quotient B/I est isomorphe à R. Outre son caractère assez artificiel, cette construction nécessite l'axiome du choix, ce qui peut paraître inutilement restrictif.

### À l'aide des nombres surréels
La construction par les coupures de Dedekind semble difficile à généraliser, et les lois (tout particulièrement la multiplication) paraissent un peu artificielles. Cependant, en 1974, John Horton Conway a pu montrer qu'une construction analogue pouvait s'étendre à une classe de nouveaux nombres, appelés nombres surréels, généralisant à la fois les réels et les ordinaux, et pour lesquels la définition des opérations peut se faire de manière complètement naturelle.
On sait que le Corps On des nombres surréels (Corps écrit avec une majuscule, car il s'agit d'une classe propre) contient tous les corps ordonnés (à isomorphisme près) ; on peut donc définir R comme le plus grand sous-corps archimédien de On. Conway donne une construction intrinsèque plus compliquée et fait également remarquer que les nombres créés le jour ω contiennent R, ±ω, et les nombres de la forme {\displaystyle p/2^{n}\ \pm \ 1/\omega }, et qu'il suffit donc pour retrouver R de retirer ces derniers ; cette dernière construction, bien que rigoureuse, semble hautement artificielle, ce que son auteur reconnaît lui-même.

### Par quasi-morphismes
La construction suivante semble peu connue ; publiée en 1975, elle utilise uniquement le groupe additif des entiers relatifs Z et s'appuie sur la notion de quasi-morphisme. Cette construction a été vérifiée rigoureusement (et automatiquement) par le projet IsarMathLib. Un de ses avantages est qu'elle n'utilise pas l'axiome du choix.
On dit qu'une application {\displaystyle f:\mathbb {Z} \to \mathbb {Z} } est un quasi-morphisme si l'ensemble {\displaystyle \{f(n+m)-f(m)-f(n)\mid n,m\in \mathbb {Z} \}} est fini, ou encore si la fonction {\displaystyle g(n,m)=f(n+m)-f(n)-f(m)} est bornée. La fonction g mesure le défaut à ce que f soit un morphisme de groupes. L'ensemble des quasi-morphismes est stable par addition et composition. Deux quasi-morphismes sont dits presque égaux si l'ensemble {\displaystyle \{f(n)-g(n)\mid n\in \mathbb {Z} \}} est fini. Cette relation est une relation d'équivalence sur l'ensemble des quasi-morphismes, compatible avec l'addition et la composition ; l'ensemble quotient, muni de l'addition et de la multiplication correspondante, est un corps isomorphe à R ; pour définir l'ordre, on dit que {\displaystyle [f]\leq [g]} (où {\displaystyle [f]} représente la classe d'équivalence de {\displaystyle f}) si {\displaystyle g-f} est bornée ou prend une infinité de valeurs positives sur N, et l'on peut démontrer que le corps est alors ordonné complet, ce qui prouve l'isomorphisme. Il est en fait possible de l'expliciter : si l'on admet a priori l'existence de R (construit par l'une des méthodes précédentes), alors pour tout quasi-morphisme {\displaystyle f:\mathbb {Z} \to \mathbb {Z} }, la suite {\displaystyle f(n)/n} converge dans R vers une limite {\displaystyle c(f)}, et la fonction {\displaystyle n\mapsto f(n)-c(f)n} est bornée sur Z. De la seconde affirmation, il découle que la limite c(f) ne dépend que de la classe d'équivalence [f] de f ; la notant encore c([f]), c est l'isomorphisme cherché.

### Approche axiomatique
Comme exposé dans la démonstration d'équivalence des deux constructions classiques, tout corps ordonné, archimédien et complet est isomorphe à R ; on peut donc définir les réels comme n'importe quel ensemble ayant ces propriétés (après avoir montré qu'il en existe au moins un modèle). Plusieurs jeux d'axiomes équivalents ont ainsi été construits, le plus compact étant sans doute celui proposé par Tarski en 1936.